# Ferrari Dino 156 F2
Chronologie des modèles (1957 - 1958)
Ferrari 801 Ferrari Dino 166 F2
La Ferrari Dino 156 F2 est une monoplace de Formule 2, conçue, développée, construite et engagée en compétition par l'écurie italienne Ferrari,,.

## Historique du développement et technologies
En 1957, il devient évident que la Ferrari 801, dérivée de la Lancia D50 conçue en 1953 par Vittorio Jano, n'apportera pas les succès escomptés. Ferrari se consacre alors au développement d'un nouveau type de voiture de course. La Dino 156 F2, nommée en hommage à Alfredo "Dino" Ferrari, le fils d'Enzo Ferrari décédé prématurément, est la première d'une nouvelle série.
Alfredino avait collaboré avec Jano sur la conception d'un moteur V6 utilisé dans la Dino 156 jusqu'à son décès. En 1957, ce moteur produisait 180 chevaux pour 1 489 cm3. En 1958, avec l'utilisation obligatoire du carburant aviation en Formule 1, la puissance est portée à 190 chevaux.
Le châssis reprend les bases de la Ferrari 555 Supersqualo de 1955, avec des ressorts hélicoïdaux à l'avant et un pont De Dion à l'arrière. Bien que relativement lourde, la Dino 156 compense cet inconvénient par sa puissance. À partir de l'automne 1957, des moteurs de plus grande cylindrée sont utilisés : d'abord un bloc 2,1 litres puis un 2,5 litres. En 1958, une nouvelle structure tubulaire est brièvement testée mais ce projet est abandonné en 1959.

## Caractéristiques techniques
| Caractéristique       | Ferrari 156 F2                                               |
| --------------------- | ------------------------------------------------------------ |
| Moteur                | V6 à 65° monté à l'avant                                     |
| Cylindrée             | 1 489 cm³                                                    |
| Alésage x course      | 70 mm × 64,5 mm                                              |
| Taux de compression   | 9,8:1                                                        |
| Puissance maximale    | 180 ch à 9 000 tr/min                                        |
| Distribution          | Double arbre à cames en tête par rangée de cylindres (DOHC)  |
| Alimentation          | 3 carburateurs Weber 38 DCN                                  |
| Boîte de vitesses     | Manuelle à 4 rapports                                        |
| Suspension avant      | Double triangulation, ressorts hélicoïdaux, barre antiroulis |
| Suspension arrière    | Pont De Dion, deux bras longitudinaux, ressort transversal   |
| Freins                | Freins à tambour                                             |
| Châssis / Carrosserie | Châssis tubulaire avec carrosserie en aluminium              |
| Empattement           | 216 cm                                                       |
| Poids à vide          | 512 kg                                                       |
| Vitesse maximale      | 240 km/h                                                     |

## Historique en compétition
La 156 F2 sert de base au développement de la Ferrari Dino 246 F1, avec laquelle la Scuderia Ferrari remporte le championnat du monde des pilotes 1958.
La Dino 156 F2 fut peu utilisée en compétition. En 1957, elle participe à deux courses puis Cliff Allison la pilote lors du Grand Prix automobile de Monaco 1959 où il abandonne après un accrochage avec Bruce Halford et Wolfgang von Trips,.